# Ivo van Damme
Ivo van Damme (21 de febrero de 1954 en Dendermonde, Flandes Oriental, Bélgica — 29 de diciembre de 1976 en Bollène, Francia) fue un atleta belga especialista en carreras de media distancia que obtuvo el subcampeonato olímpico de 800 y 1.500 metros en los Juegos de Montreal '76, por detrás del cubano Alberto Juantorena y el neozelandés John Walker respectivamente. 
Falleció pocos meses más tarde en un accidente de tráfico con sólo 22 años. Van Damme era uno de los atletas más prometedores de su generación. y su muerte causó una gran conmoción en Bélgica. Cada año se celebra en Bruselas el Memorial Van Damme, una de las reuniones atléticas más importantes que se celebran en Europa y que forma parte del circuito de la Golden League.

## Resultados
| Año  | Competición                            | Lugar    | Puesto                     | Marca           |
| ---- | -------------------------------------- | -------- | -------------------------- | --------------- |
| 1973 | Campeonato de Europa Júnior            | Duisburg | 4.º en 800 m               | 1:48.1          |
| 1975 | Campeonato de Europa En pista cubierta | Katowice | 2.º en 800 m               | 1:50.1          |
| 1976 | Campeonato de Europa En pista cubierta | Múnich   | 1.º en 800 m               | 1:49.2          |
| 1976 | Juegos Olímpicos                       | Montreal | 2.º en 800 m 2.º en 1500 m | 1:43.86 3:39.27 |

## Marcas personales
- 800 metros - 1:43.86 (Montreal, 1976)
- 1.500 metros - 3:36.26 (Zürich, 1976)